# Beebe (Arkansas)
Beebe es una ciudad en el condado de White, Arkansas, Estados Unidos. Para el censo de 2000 la población era de 4.930 habitantes, lo que convierte a la ciudad en la segunda más poblada del condado, luego de Searcy. La ciudad alberga una sede de la Arkansas State University (Universidad Estatal de Arkansas). Fue nombrada en honor a Roswell Beebe, un ejecutivo de ferrocarriles que fue responsable de traer la línea del tren que pasa por la ciudad.

## Geografía
Beebe se localiza a 35°4′17″N 91°53′31″O / 35.07139, -91.89194. De acuerdo a la Oficina del Censo de los Estados Unidos, la ciudad tiene un área total de 11,2 km², de los cuales el 100% es tierra.

## Demografía
Para el censo de 2000, había 4.930 personas, 1.930 hogares y 1.397 familias en la ciudad. La densidad de población era 440,2 hab/km². Había 2.115 viviendas para una densidad promedio de 189,0 por kilómetro cuadrado. De la población 90,87% eran blancos, 5,86% afroamericanos, 0,47% amerindios, 0,63% asiáticos, 0,04% isleños del Pacífico, 0,55% de otras razas y 1,58% de dos o más razas. 1,34% de la población eran hispanos o latinos de cualquier raza.
Se contaron 1.930 hogares, de los cuales 33,8% tenían niños menores de 18 años, 55,6% eran parejas casadas viviendo juntos, 13,0% tenían una mujer como cabeza del hogar sin marido presente y 27,6% eran hogares no familiares. 25,3% de los hogares eran un solo miembro y 11,1% tenían alguien mayor de 65 años viviendo solo. La cantidad de miembros promedio por hogar era de 2,51 y el tamaño promedio de familia era de 2,99.
En la ciudad la población está distribuida en 25,9% menores de 18 años, 10,7% entre 18 y 24, 28,2% entre 25 y 44, 21,8% entre 45 y 64 y 13,4% tenían 65 o más años. La edad media fue 35 años. Por cada 100 mujeres había 90,5 varones. Por cada 100 mujeres mayores de 18 años había 87,8 varones.
El ingreso medio para un hogar en la ciudad fue de $35.252 y el ingreso medio para una familia $41.307. Los hombres tuvieron un ingreso promedio de $31.143 contra $20.881 de las mujeres. El ingreso per cápita de la ciudad fue de $16.989. Cerca de 6,6% de las familias y 11,2% de la población estaban por debajo de la línea de pobreza, 13,0% de los cuales eran menores de 18 años y 17,0% mayores de 65.

## Educación
La educación es uno de los aspectos más prominentes en Beebe. Las escuelas públicas de la ciudad se encuentran agrupadas en un campus extensivo situado junto a la Arkansas State University Beebe (ASU Beebe). Adiciones significativas han sido hechas al campus desde enero de 1999, cuando un tornado destruyó casi todos los edificios nuevos de la escuela y áreas residenciales históricas alrededor del centro de la ciudad. El distrito escolar creció en 2004, cuando escuelas de McRae fueron añadidas al distrito, el cual sirve la mayoría del sur y suroeste del condado de White.
La Arkansas State University Beebe fue fundada en 1927 bajo el nombre de Junior Agricultural School of Central Arkansas (Escuela Júnior de Agricultura del Centro de Arkansas). La universidad ha crecido como un centro para aprendizaje de larga distancia y de programas de comercio técnico. La escuela ha estado afiliada al Arkansas State University System (Sistema de Universidades Estatales de Arkansas) desde 1955. El State Hall (Salón Estatal), el edificio administrativo principal de la universidad, fue construido en 1949 y se encuentra entre los edificios más antiguos del campus y de la comunidad educativa de Beebe. ASU Beebe tiene varias sedes secundarias: una en Searcy, otra en Heber Springs y un centro educacional dentro de la Little Rock Air Force Base (Base de la Fuerza Aérea de Little Rock) en Jacksonville.

## Lluvia de pájaros muertos
A comienzos del año 2011, Beebe saltó a los medios de comunicación internacionales a causa de un extraño suceso que le ocasionó la muerte a 3.000 pájaros negros de la especie Agelaius phoeniceus. Las autoridades ecologistas del estado de Arkansas fueron las primeras en recibir informes sobre el suceso el 31 de diciembre de 2010 antes de medianoche. Las investigaciones revelaron que las aves cayeron sobre un área de una milla de Beebe sin hallar el cuerpo sin vida de otra especie. Los pájaros mostraron signos de trauma físico llevando a un ornitólogo de la Comisión de Pesca y Caza de Arkansas a especular sobre las posibles causas de la muerte por exceso de luminosidad, caída de gran altura o por los fuegos artificiales.